# Hans Hildebrandt (Kunsthistoriker)
Hans Hildebrandt (* 29. Januar 1878 in Staufen im Breisgau; † 25. August 1957 in Stuttgart) war ein deutscher Kunsthistoriker und Förderer der modernen Architektur, Kunst und des Bauhauses.

## Leben
Hans Hildebrandt war einer von drei Söhnen des Amtsrichters Hermann Hildebrandt und seiner Frau Amalie, geborene Rahke (Tochter des Hofbuchlieferanten Johann Moritz Rahke). Er studierte zunächst Jura; anschließend ab 1905 in München und Heidelberg u. a. Kunstgeschichte. Diese und die Förderung der modernen Architektur, künstlerische Gestaltung des Lebens und von Künstlern, wurden sein Lebensinhalt.
Hans Hildebrandt heiratete 1908 die Malerin Lily Uhlmann. 1914 wurde sein Sohn Rainer Hildebrandt in Stuttgart geboren.
1912 wurde er Privatdozent, 1920 außerordentlicher Professor an der damaligen Technischen Hochschule Stuttgart. Nachdem seiner Frau schon 1933 von den nationalsozialistischen Machthabern Malverbot auferlegt worden war, entzog man Hildebrandt 1937 die Lehrbefugnis. Nach dem Zweiten Weltkrieg kehrte er auf seinen Lehrstuhl zurück und wurde 1947 emeritiert.
Hildebrandt ist einer der bekannten Wegbereiter der klassischen Moderne. Er war ein Meister im Umgang mit Themen und Menschen, die sich wie er selbst, einer neueren und modernen Architektur, künstlerischen Sicht und kulturellen Lebensweise verpflichtet fühlten. Hans Hildebrandt und sein analytisches Gespür für die Kunst und Gestaltung von Bauten sowie die Neugierde auf Unbekanntes und künftige Entwicklungen, verhalf mit seinen Veröffentlichungen vielen Künstlern zur Beachtung und Wertschätzung ihrer Arbeiten: Adolf Hölzel, Josef Albers, Hans Arp, Alexander Archipenko, Willi Baumeister, Georges Braque, Marc Chagall, Max Ernst, Hermann Finsterlin, Walter Gropius, Wassily Kandinsky, Paul Klee, Le Corbusier, Fernand Léger, El Lissitzky, László Moholy-Nagy, Piet Mondrian, Pablo Picasso, Oskar Schlemmer, Kurt Schwitters, Marianne von Werefkin Die Freundschaft von Hans und Lily Hildebrandt u. a. mit Walter Gropius war erfüllt mit Achtung und Respekt der Person gegenüber und galt zudem der Entwicklung und Unterstützung des Bauhauses sowie der klassischen Moderne.

## Ehrungen
- 1953: Verdienstkreuz (Steckkreuz) der Bundesrepublik Deutschland

## Schriften
- Krieg und Kunst. Piper, München 1916.
- Wandmalerei. Ihr Wesen und ihre Gesetze. Deutsche Verlagsanstalt, Stuttgart/Berlin/Leipzig 1920.
- Kunst des 19. und 20. Jahrhunderts. 1924.
- Le Corbusier: Kommende Baukunst. Übersetzt und herausgegeben von Hans Hildebrandt. Deutsche Verlagsanstalt Stuttgart / Berlin / Leipzig 1926.
- Die Frau als Künstlerin. Mosse, Berlin 1928.
- Stuttgart (Deutsche Lande – Deutsche Kunst). Berlin 1933
- H. P. Schmohl (Hans Paul Schmohl). Bauten 1945–50 (= Bauten deutscher Baumeister). Kromat, Bremen 1951.